# Guerpont
Guerpont är en kommun i departementet Meuse i regionen Grand Est (tidigare regionen Lorraine) i nordöstra Frankrike. Kommunen ligger i kantonen Ligny-en-Barrois som tillhör arrondissementet Bar-le-Duc. År 2022 hade Guerpont 236 invånare.

## Befolkningsutveckling
Antalet invånare i kommunen Guerpont
| Referens: INSEE |